# Evgenij Kovalenko
Evgenij Konstantinovič Kovalenko (in russo Евгений Константинович Коваленко?; Tashkent, 3 gennaio 1950) è un ex cestista e allenatore di pallacanestro sovietico, dal 1991 russo.

## Carriera
Con l'Unione Sovietica disputò i Campionati europei del 1973.

## Palmarès
- Campionato sovietico: 10

CSKA Mosca: 1970-71, 1971-72, 1972-73, 1973-74, 1975-76, 1976-77, 1977-78, 1978-79, 1979-80, 1980-81